# Oderwitz
Oderwitz è un comune di 5.588 abitanti della Sassonia, in Germania.
Appartiene al circondario (Landkreis) di Görlitz (targa GR).